# إدوارد هيس
إدوارد هيس (بالألمانية: Eduard Heis) (و. 1806 – 1877 م) هو رياضياتي، وعالم فلك، وأستاذ جامعي من ألمانيا. ولد في كولونيا.
توفي في مونستر، عن عمر يناهز 71 عاماً.

## التعليم
تعلم في جامعة بون.

## مناصب وهيئات
أدار جامعة مونستر.